# إيزوكاربوكسازيد
الإيزوكاربوكسازيد (بالإنجليزية: Isocarboxazid)‏ هو مضاد للاكتئاب ينتمي لفئة مثبطات أكسيداز أحادي الأمين (MAOI).

## طرق الاستعمال
يجب تناول الطعام والشراب في أثناء تناول هذا الدواء لكي لا يسبّب تفاعلات جانبية، مثل ارتفاع ضغط الدم. الجرعة الأولى تكون في حدود ال 10 ملغ تعطى عن طريق الفم مرتين باليوم، ويمكن زيادة الجرعة بمقدار 10 ملغ (قرص واحد) من كل يومين أو أربعة أيام وصولاً إلى 40 ملغ يومياً في نهاية الأسبوع الأوّل، ثم بزيادة قدرها 20 ملغ في الأسبوع حسب الحاجة .

## آلية العمل
إيزوكاربوكسازيد يمنع تحطيم أكسيداز أحادي الأمين (بالإنجليزية: monoamines oxidase)‏، مما يؤدي إلى زيادة كمية إنزيم أُكسيداز أُحادي الأَمين ونشاطه في الدماغ، ويعمل أيضا عن طريق زيادة بعض أنواع النواقل العصبية في الدماغ المسؤولة عن تحسين المزاج، ويستخدم إيزوكاربوكسازيد عادة في حالات الاكتئاب والقلق والتوتر، وغالبا ما ينصح به بعد أن تكون مضادات الاكتئاب الأخرى الأقل في اثارها الجانبية قد فشلت في العلاج.

## وصلات اضافية
http://www.nlm.nih.gov/medlineplus/druginfo/meds/a605036.html
http://www.netdoctor.co.uk/depression/medicines/isocarboxazid.html